# فولکس‌واگن گلف ام‌کا۴
فولکس‌واگن گلف ام‌کا۴ (Volkswagen Golf Mk۴) خودرویی است که در سال‌های ۱۹۹۹ تا ۲۰۰۶ (۴.۳ میلیون واحد۴.۳ />)در آلمان، برزیل، براتیسلاوا، اسلواکی، آفریقای جنوبی، جاکارتا و اندونزی تولید شده‌ است.
طراحی آن موتور جلو، خودرو محور جلو، خودرو چهار چرخ محرک بوده طول آن در حالت طبیعی ۴٬۱۴۸ میلیمتر (۱۶۳٫۳ اینچ) و عرض آن در حالت طبیعی ۱٬۷۳۵ میلیمتر (۶۸٫۳ اینچ) و ارتفاع آن در حالت طبیعی ۱٬۴۴۰ میلیمتر (۵۶٫۷ اینچ) است. سیستم جعبه‌دندهٔ آن ۶ دنده به دو صورت خودکار و دستی است.